# Chiesa del Nome di Gesù
La chiesa del Nome di Gesù è un edificio religioso della città di Venezia, situato nel sestiere di Santa Croce, tra il primo tratto del Ponte della Libertà e la chiesa di Sant'Andrea della Zirada.

## Storia
La chiesa del Nome di Gesù venne eretta tra il 1815 e il 1834, durante la dominazione austriaca, su un progetto di Giannantonio Selva e, dopo la morte di questi, portato a termine dal suo allievo Antonio Diedo. 
Alle spalle della piccola chiesa è la casa che fungeva da convento delle clarisse sacramentarie.
Fin dal 1806 don Giuliano Catullo era entrato in possesso dell'area ma solo nel 1815 poté iniziare la costruzione grazie alla sovvenzioni del conte Costanzo Taverna ed altri ricchi privati. Viene talvolta riportata la notizia che tra i materiali utilizzati durante l'edificazione, ci sono alcuni resti della chiesa di San Geminiano in Piazza San Marco, abbattuta pochi anni prima per costruire la cosiddetta ala napoleonica. Tuttavia don Catullo, l'animatore della costruzione, espresse chiaramente la convinzione che non si dovesse impiegare materiale di riuso per la costruzione della chiesa, risulta solamente che il campaniletto a vela posto però sulla casa accostata provenga dalla chiesa San Basso chiusa al culto.
Sempre al 1806 risale primo gruppo di donne che lì risiedevano raccolto attorno a suor Maria Vincenza Busatto ma solo nel 1846 l'ospizio venne eretto a monastero secondo il diritto canonico. Solo tre anni dopo, il 25 giugno 1849 negli ultimi mesi di resistenza della Repubblica di San Marco, le religiose si trovarono in prima linea sotto il fuoco dell'artiglieria austriaca e dovettero rifugiarsi temporaneamente a San Cassiano e poi a San Francesco della Vigna.
Nel Novecento, con la costruzione del Ponte della Libertà e di Piazzale Roma, fu ridotto lo spazio del complesso, stretto dalle due nuove infrastrutture. Attualmente la chiesa è concessa alla comunità greco-cattolica ucraina.

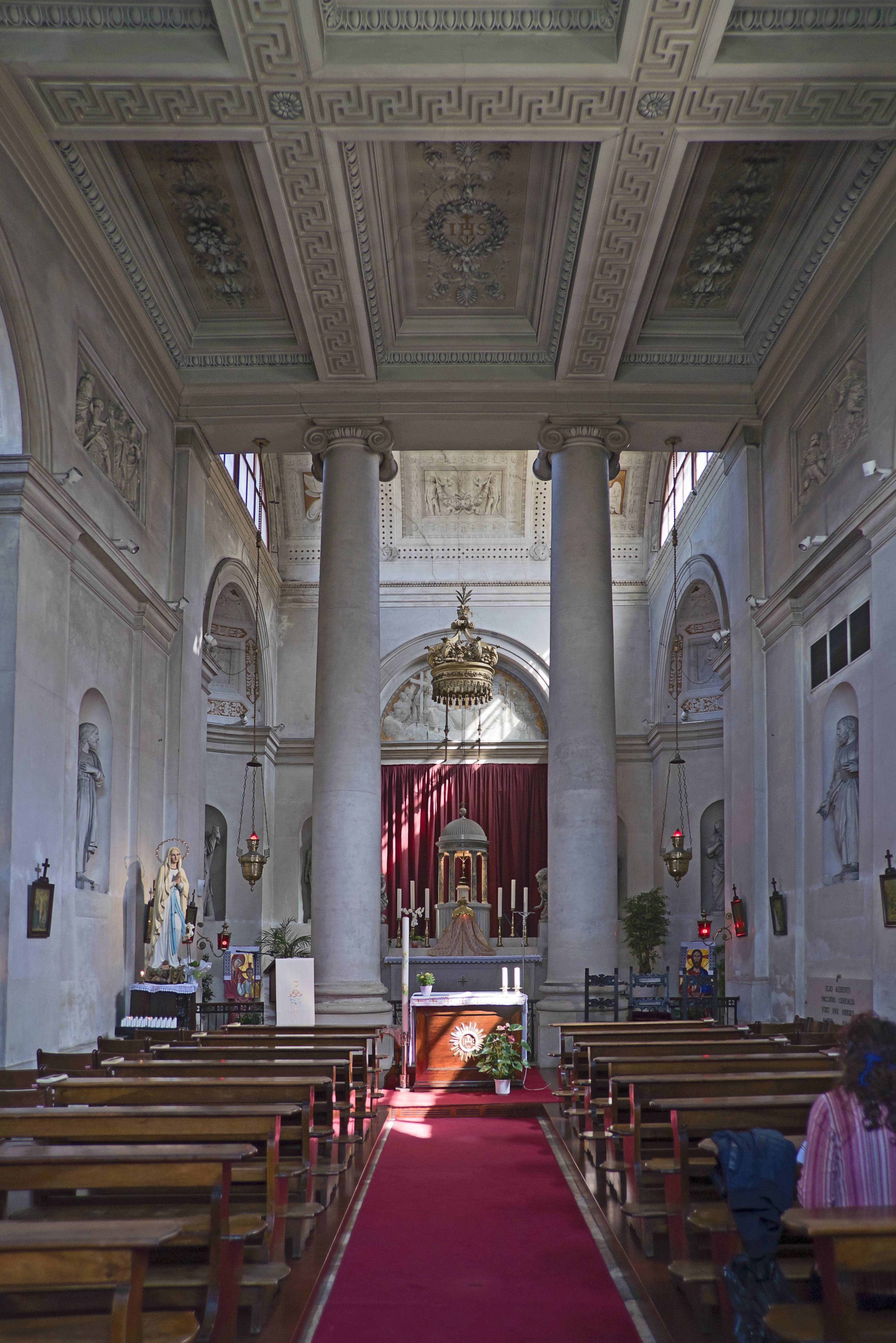
Interno della chiesa.

## Descrizione
Tutto ricorda che all'origine si trattava di un luogo di clausura. L'accesso all'edificio sacro è limitato da un alto muro di cinta in cui si apre un ampio cancello tra a due pilastri bugnati sormontati ognuno da una statua in pietra di figura angelica.
La piccola chiesa ha un'armonica facciata a capanna in stile neoclassico. Al centro, sopra una breve gradinata, si apre una semplice porta sormontata oltre l'architrave da una proporzionata finestra a lunetta. La struttura è marcata agli estremi da due paraste specchiate che sorreggono l'architrave, ornato dalla scritta Ad Maiorem Dei Gloriam, ed il successivo frontone dentellato.

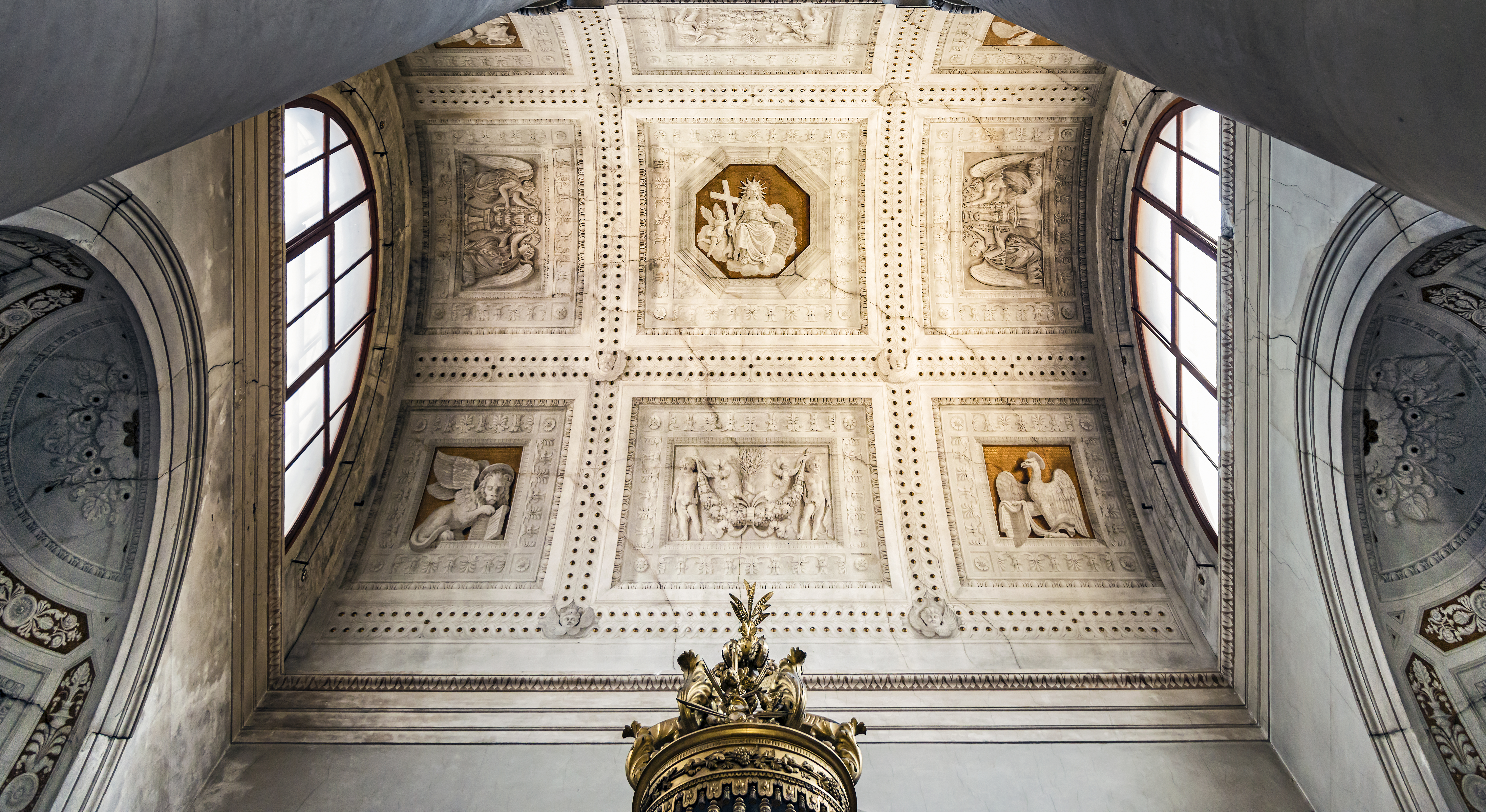
Soffitto del presbiterio.

Anche all'interno ritroviamo ricordato il motivo della clausura: l'unica navata dell'interno viene divisa tra l'aula ed il presbiterio da due massicce colonne ioniche fortemente rastremate. L'aula è rettangolare ma con brevi sfondamenti per i due altari laterali sormontati da finestre a lunetta ed ha una tipicamente neoclassica copertura a cassettoni. Il presbiterio è allargato ai lati da due ampie esedre  al centro delle quali si aprono gli accessi all'area conventuale; sopra la parte centrale del presbiterio abbiamo una volta a botte originalmente posta ortogonalmente all'asse della chiesa a collegare le ampie aperture delle lunette sopra le esedre.

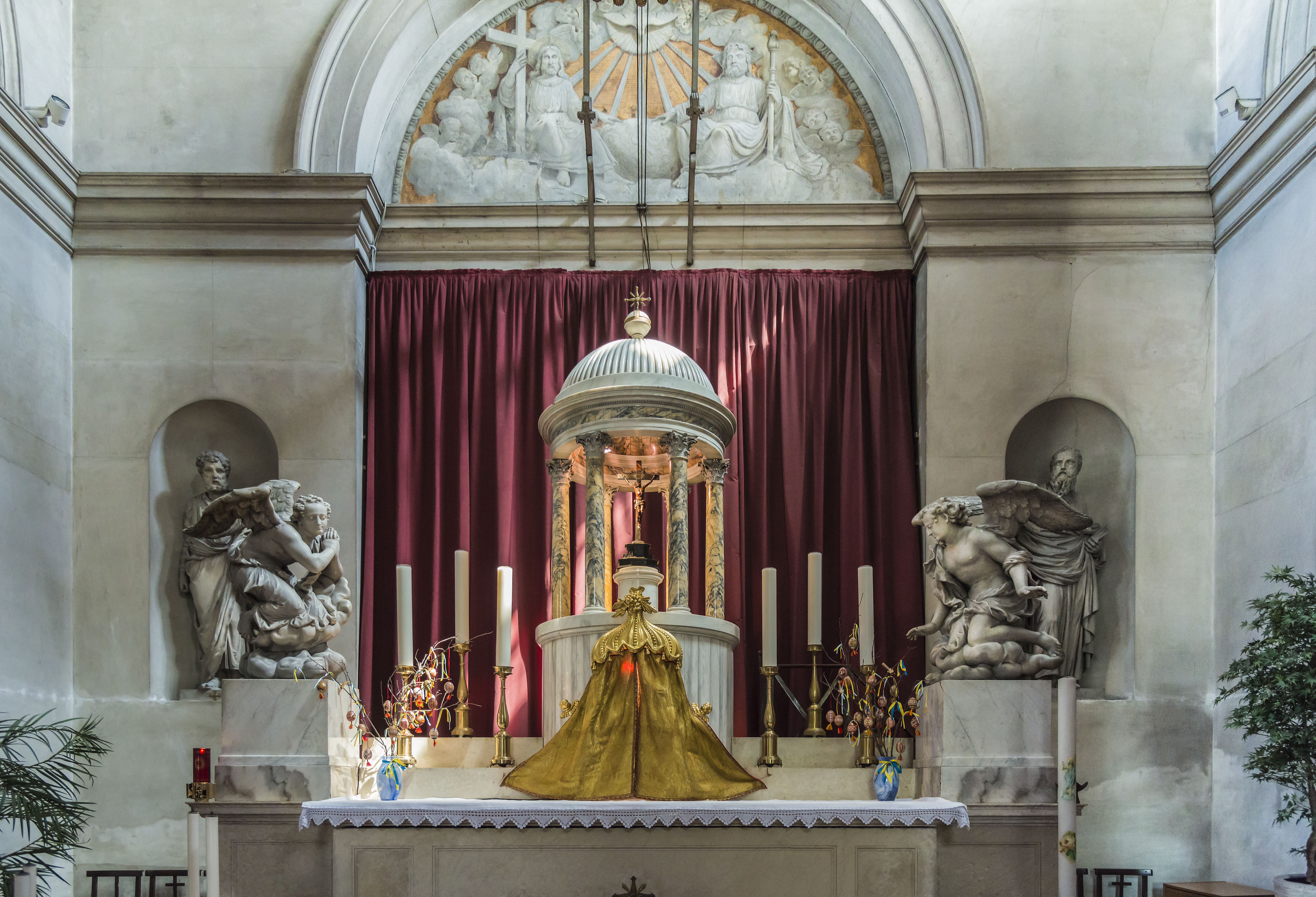
Altare maggiore

Lungo tutto il perimetro della chiesa, alternandosi agli altari ed alle aperture, sono disposte le statue dei dodici apostoli dentro semplici nicchie. Le opere furono eseguite appositamente per questa chiesa dagli scultori Luigi Zandomeneghi, Bartolomeo Ferrari e Antonio Bosa. Gli eleganti stucchi dei cassettoni sono opera di Battista Lucchesi come forse anche i quattro bassorilievi sopra le statue ai lati dell'aula. Le decorazioni a fresco nelle volte del presbiterio e la Trintà nella lunetta di fondo sono state dipinte da Giuseppe Borsato.
Il tabernacolo marmoreo a tempietto aperto, coronato da una cupoletta e affiancato da due angeli adoranti, eseguito dal Diedo, è esemplato su quello della chiesa di San Maurizio progettato anni prima dal Selva. Sopra i severi altari laterali, incorniciati dalle colonne scanalate e dal timpano dentellato sono due dipinti di Lattanzio Querena: San Francesco d'Assisi riceve le stimmate e il Sacro Cuore di Gesù.